# Birkir Sævarsson
Pour les articles homonymes, voir Sævarsson.
Birkir Már Sævarsson (né le 11 novembre 1984 à Reykjavik en Islande) est un ancien footballeur islandais. Il évolue au poste de défenseur.

## Biographie

### Carrière en sélection
Birkir Már Sævarsson joua son premier match international le 2 juin 2007, lors d'un match opposant l'Islande au Liechtenstein, le match se soldera sur un score de 1-1. Sævarsson est par la suite sélectionné par l'entraîneur Lars Lagerback pour faire partie des 23 joueurs participant à l'Euro 2016. Lors du tournoi en France, il participe à la compétition avec son équipe nationale, l'aventure s'arrête en quart de finale lorsque l'Islande perd contre l'équipe de France (2-5). Il fait partie de la liste des 23 joueurs islandais sélectionnés pour disputer la Coupe du monde de 2018 en Russie.
Pour participer a la Coupe du monde de 2018, il a pris des congés au sein de son usine . Il prend sa retraite internationale le 14 novembre 2021 après une défaite 3-1 face à la Macédoine du Nord.  

### Carrière d'entraîneur
Le 15 avril 2019, il a été annoncé que Birkir avait été nommé entraîneur adjoint du club Knattspyrnufélagið Hlíðarendi (en) évoluant en 3. deild karla,.

## Palmarès
Valur Reykjavík
- Champion d'Islande (1) : 2007
- Vainqueur de la Coupe d'Islande (1) : 2005
- Vainqueur de la Coupe de la ligue islandaise (1) : 2008

## Statistiques détaillées
| Saison                | Club                  | Championnat           | Championnat | Championnat | Coupe(s) nationale(s) | Coupe(s) nationale(s) | Compétition(s) continentale(s) | Compétition(s) continentale(s) | Compétition(s) continentale(s) | Islande | Islande | Total | Total |
| Saison                | Club                  | Division              | M.          | B.          | M.                    | B.                    | Comp.                          | M.                             | B.                             | M.      | B.      | M.    | B.    |
| 2003                  | Valur Reykjavík       | Úrvalsdeild           | 8           | 0           | -                     | -                     | -                              | -                              | -                              | -       | -       | 8     | 0     |
| 2004                  | Valur Reykjavík       | Úrvalsdeild           | 11          | 0           | -                     | -                     | -                              | -                              | -                              | -       | -       | 11    | 0     |
| 2005                  | Valur Reykjavík       | Úrvalsdeild           | 1           | 0           | -                     | -                     | -                              | -                              | -                              | -       | -       | 1     | 0     |
| 2006                  | Valur Reykjavík       | Úrvalsdeild           | 18          | 0           | -                     | -                     | C3                             | 2                              | 0                              | -       | -       | 20    | 0     |
| 2007                  | Valur Reykjavík       | Úrvalsdeild           | 17          | 1           | -                     | -                     | CI                             | 2                              | 0                              | 1       | 0       | 20    | 1     |
| 2008                  | Valur Reykjavík       | Úrvalsdeild           | 11          | 1           | -                     | -                     | -                              | -                              | -                              | 5       | 0       | 16    | 1     |
| Sous-total            | Sous-total            | Sous-total            | 66          | 2           | 0                     | 0                     | -                              | 4                              | 0                              | 6       | 0       | 76    | 2     |
| 2008                  | SK Brann              | Tippeligaen           | 8           | 1           | -                     | -                     | C1+C3                          | 2+1                            | 0                              | 6       | 0       | 17    | 1     |
| 2009                  | SK Brann              | Tippeligaen           | 26          | 2           | -                     | -                     | -                              | -                              | -                              | 5       | 0       | 31    | 2     |
| 2010                  | SK Brann              | Tippeligaen           | 27          | 2           | -                     | -                     | -                              | -                              | -                              | 3       | 0       | 30    | 2     |
| 2011                  | SK Brann              | Tippeligaen           | 27          | 4           | 4                     | 0                     | -                              | -                              | -                              | 6       | 0       | 37    | 4     |
| 2012                  | SK Brann              | Tippeligaen           | 30          | 1           | 5                     | 2                     | -                              | -                              | -                              | 5       | 0       | 40    | 3     |
| 2013                  | SK Brann              | Tippeligaen           | -           | -           | -                     | -                     | -                              | -                              | -                              | -       | -       | 0     | 0     |
| Sous-total            | Sous-total            | Sous-total            | 118         | 10          | 9                     | 2                     | -                              | 3                              | 0                              | 26      | 0       | 156   | 12    |
| Total sur la carrière | Total sur la carrière | Total sur la carrière | 184         | 12          | 9                     | 2                     | -                              | 7                              | 0                              | 32      | 0       | 232   | 14    |